# 심근수 (작곡가)
심근수(Kunsu Shim, 1958년 ~ )는 대한민국 출신의 독일 거주 작곡가이다. 독일 슈투트가르트 시에서 독일의 작곡가인 헬무트 프리드리히 라헨만(Helmut Friedrich Lachenmann)에게  작곡을 배웠으나, 곧 에센으로 이주하여 니콜라우스 A. 후버를 스승으로 하였다. 연주시간이 길고, 음악의 영역을 넘나드는 작품세계가 특징적이다.
반델바이저 악파(樂派)에 가입했으나, 나중에 탈퇴하였다. 음향조각(音響彫刻)과 음악작품의 중간에 위치하는 작품군의 작곡에 능하며 그의 음악은 라이브로 듣지 않으면, 제대로 작품성이 전달되지 않는다는 평가된다. 동양적인 서정이 조용히 떠오르는 개성은 근래 커다란 주목을 받고 있다. 반델바이저 악파 가입자로서는 드물게 한국인과 일본인 연주자들에게 인기가 있다는 점도 특이하다.
2003년에는 우치다 팰로우 쉽의 장학금을 받고 일본에 단기유학하기도 하였다.